# لوط بوناطيرو
لوط بوناطيرو (ولد عام 1955 في القصبة الجزائر العاصمة) هو مخترع، عالم فلك وفيزيائي جزائري، رئيس ومؤسس المنظمة الوطنية للمبدعين والبحث العلمي الجزائرية.

## حياته
حمار دراسته الثانوية في ثانوية عقبة بالعاصمة الجزائرية وتحصل فيها على شهادة البكالوريا شعبة الرياضيات، بعد ذلك التحق بجامعة وهران في 1977 أين تحصل على شهادة الدراسات العليا، في اختصاص فيزياء الصلب (فيزياء المواد الصلبة).
في عام 1981 سافر إلى فرنسا للدراسة في معهد الأرصاد في العاصمة باريس، سنة 1982 بدأ التحضير لشهادة الدراسات المعمقة في «علم الفلك والتقنيات الفضائية» في المرصد الفلكي بباريس وألف كتابا بعنوان: "La synthèse de la télémétrie laser-satellite" ما يخص قياس المسافات عن بعد باستعمال الليزر والأقمار الصناعية. نال بعدها شهادة الدكتوراه الدولية في علوم الفضاء عام 1986 بتقدير «ممتاز جدا» والتحق بمركز البحث في علم الفلك والفيزياء الفلكية والجيوفيزياء (CRAAG)، وكما أنه كان يدير مشروع بعنوان «الصفائح الفوتوقرافية لمنطقة الجزائر العاصمة».
عام 1997: التحق بأكاديمية العلوم بنيويورك وكان عضوا بها لمدة عام.
عام 2000: قام يتأليف كتابي: «علم الميقات» و «الساعة الكونية»
عاد عام 2001 إلى الجزائر وأصبح يُدرس الطيران والهندسة المدنية كأستاذ محاضر في جامعة سعد دحلب بالبليدة.
عام 2002: كان مديرا لمشروع «إنجاز ساعة كونية باستعمال GPS».
عام 2004: عرض نظريته الخاصة (لم تعرض من قبل) فيما يخص التنبؤ بالكوارث الزلزالية 2003/2004، موجة الحر الشديدة في صيف 2003، الهزات العنيفة التي تلت كل من زلزال بومرداس، الحسيمة بالمغرب وأندونيسيا.

## إنجازاته
قام لوط بعدد من الإنجازات الهامة من بينها تصميمه منشآت مقاومة للكوارث الطبيعية ومطابقة للمقاييس البيئية تسمى «البنايات الإسلامية الذكية»  كما قام باختراع الساعة الكونية التي تعتمد على نظام 24 ساعة بدلاً من 12 ساعة. حاز عام 2005 على ميدالية من صالون الابتكارات في لندن عن الساعة الكونية، وعن نفس الاختراع أيضاً جائزة عام 2006 في الدورة الخامسة والخمسين لصالون البحث العلمي والتكنولوجيات الجديدة والابتكارات في بلجيكا.
في عام 2007، تحصل على ميداليته السادسة في الصالون ال56 للاختراعات التكنولوجية كجائزة له على مشروعه «تصميم مدينة جديدة مثالية صديقة للبيئة ومضادة لكوارثها».

## الجوائز والتكريمات
تحصل لوط بوناطيرو على عدة جوائز منها:
- لاختراعه الساعة الكونية الافتراضية:

1. ميدالية صالون الابتكارات في لندن 2005.
2. جائزة الدورة الـ 55 لصالون البحث العلمي والتكنولوجيات الجديدة والابتكارات ببلجيكا 2006.
3. جائزة الملتقى الأول لعلم الفلك بالإمارات العربية المتحدة.

- لمشروع البنايات الإسلامية الذكية:

1. جائزة صالون الابتكارات في لندن خاصة باحترام المقاييس البيئية.
2. جائزة صالون الابتكارات في لندن خاصة بشكل البنايات.

## الانتخابات الرئاسية

### رئاسيات 2009
ترشح بوناطيرو لانتخابات الرئاسية الجزائرية 2009، وحسب بيان المجلس الدستوري بتاريخ 2 مارس 2009 فإنه تم رَفض ملف ترشح بوناطيرو لعدم استفائه الشروط القانونية المتعلقة بعدد التوقيعات. وصرح بوناطيرو في وقت سابق (بتاريخ 19 فيفري 2009) أنه جمع 55 ألف توقيع.

### رئاسيات 2014
أعلن لوط بوناطيرو بتاريخ 2 أغسطس 2013 ترشحه للانتخابات الرئاسية الجزائرية، لكن أعلن انسحابه من سباق الانتخابات بتاريخ 2 مارس 2014، حيث صرح أنه انسحب من الانتخابات لعدم توفر الشروط الديمقراطية والشفافية لنجاح الاستحقاقات الرئاسية المقبلة وعدم احترام الدستور.

### رئاسيات أبريل 2019
في 4 مارس 2019، أودع لوط بوناطيرو ملف الترشح للانتخابات الرئاسة 18 أبريل 2019 لدى المجلس الدستوري، حيث صرح أنه تمكن من جمع عدد التوقيعات الفردية المطلوبة. وترشح للانتخابات كمترشح حر.

## تصريحات جدلية
- إطلاقه تصريحات أكد فيها ثبات الأرض ومركزيتها للكون بدلا من الشمس.[15]
- صرح بأن الرسول محمد ﷺ بدأ يصلح بالقاعدة الزمنية نهار إلى أن طلب من المسلمين في خطبة الوداع، طيلة حياة الرسول عليه الصلاة والسلام، طيلة 63 سنة عاشها بتقويم خاطئ وكانوا يصومون بأشهر خاطئة هذه باعتراف التاريخ لا هروب منه.[16]

## عالم بـأربع مقالات فقط
نتائج البحث، توجد 8 نتائج فقط: اثنين من هذه الوثائق هما تصحيحان لوثيقتين من الست الأخرى، كذلك اثنين من الستّ وثائق هي ملخصات من مداخلات في نشاطات علمية، أيّ أنّ في رصيد الرجل فقط 4 مقالات علمية كلها في علم الفلك الرصدي “Observational Astronomy”، آخرها سنة 1996. و يعد عالما كبيرا جدا يقدر